# 丹尼尔·比维安
丹尼尔·比维安·莫雷诺（西班牙語：Daniel Vivian Moreno，1999年7月5日—），西班牙职业足球运动员，司职中后卫，现效力于西甲俱乐部毕尔巴鄂竞技和西班牙國家足球隊。

## 俱乐部生涯
比维安生于西班牙巴斯克自治區阿拉瓦省維多利亞，青年队时期先后效力于圣维阿托（CD San Viator）、阿拉维斯、拉库阿（CD Lakua）、阿尼斯纳巴拉和桑图图，2015年加盟桑图图，入选伊拜·戈麥斯率领的青训C队。2016年6月，比维安转会到毕尔巴鄂竞技，加盟毕尔巴鄂在西丙的二队巴斯科尼亚。
2016年8月27日，比维安献上成年队首秀，帮助巴斯科尼亚客场1比1战平贝尔梅奥。次年10月15日的西乙二级联赛中，比维安首次代表畢爾包體育會B隊出战，帮助球队4比1主场拿下佩尼亚体育。
2020年8月11日，比维安获续约至2023年，铁定会晋升及一线队，参加西甲联赛。然而在第二天，比维安被外借到西乙俱乐部米兰德斯体育，参加2020–21赛季联赛。9月13日，比维安首次代表米兰德斯出战，帮助球队0比0主场逼平阿尔科孔。
2021年2月12日，比维安在米兰德斯主场3比3战平赫罗纳的比赛中攻入职业生涯首球，为赛季划上句号。2020至21赛季西乙联赛，比维安共首发参加32场比赛。8月16日，比维安首次代表毕尔巴鄂参加西甲联赛，毕尔巴鄂在这场比赛中0比0闷平埃尔切。9月11日，比维安头球接应伊克尔·穆尼亚因助攻，攻入个人在毕尔巴鄂的首球，帮助球队2比0战胜皇家馬略卡。因表现突出，2022年2月，比维安获续约4年。后来在2月20日，比维安在对阵皇家蘇斯達的巴斯克德比大战中攻入首球，帮助球队4比0战胜对手。
伊尼戈·馬丁內斯离队，外加耶雷·阿尔瓦雷斯在2023–24赛季开始的时候饱受伤病困扰，相对缺乏经验的比维安和艾托·帕雷德斯组成了有效的防守组合，帮助球队冲击积分榜头部，并且时隔40年再度拿下西班牙國王盃。2024年6月，比维安获续签至2032年。

## 国家队生涯
2019年5月，比维安代表巴斯克足球代表隊参加0比0客场战平巴拿馬的友谊赛。
2024年3月22日，比维安在与哥倫比亞进行的友谊赛献上个人在西班牙國家足球隊的首秀。
2024年6月7日，他入选了西班牙國家足球隊2024年欧洲國家盃的26人名单。6月24日，他首次参加欧洲國家盃比賽，在对阵阿尔巴尼亚的比赛中打满全场；7月9日，他还在半决赛西班牙战胜法国的比赛中替补出场。西班牙最终夺冠。

## 生涯统计

### 俱乐部
最後更新：2024年5月25日
| 俱乐部           | 赛季     | 联赛     | 联赛 | 联赛 | 杯赛 | 杯赛 | 其他 | 其他 | 总计 | 总计 |
| 俱乐部           | 赛季     | 组别     | 出场 | 进球 | 出场 | 进球 | 出场 | 进球 | 出场 | 进球 |
| ---------------- | -------- | -------- | ---- | ---- | ---- | ---- | ---- | ---- | ---- | ---- |
| 阿尼斯纳巴拉     | 2016–17  | 西丙     | 30   | 0    | —    | —    | —    | —    | 30   | 0    |
| 阿尼斯纳巴拉     | 2017–18  | 西丙     | 14   | 0    | —    | —    | —    | —    | 14   | 0    |
| 阿尼斯纳巴拉     | 总计     | 总计     | 44   | 0    | —    | —    | —    | —    | 44   | 0    |
| 畢爾包B隊        | 2017–18  | 西乙二级 | 4    | 0    | —    | —    | —    | —    | 4    | 0    |
| 畢爾包B隊        | 2018–19  | 西乙二级 | 32   | 2    | —    | —    | —    | —    | 32   | 2    |
| 畢爾包B隊        | 2019–20  | 西乙二级 | 12   | 2    | —    | —    | 1    | 0    | 13   | 2    |
| 畢爾包B隊        | 总计     | 总计     | 48   | 4    | 0    | 0    | 1    | 0    | 49   | 4    |
| 毕尔巴鄂竞技     | 2020–21  | 西甲     | 0    | 0    | 0    | 0    | —    | —    | 0    | 0    |
| 毕尔巴鄂竞技     | 2021–22  | 西甲     | 24   | 2    | 3    | 0    | –    | –    | 27   | 2    |
| 毕尔巴鄂竞技     | 2022–23  | 西甲     | 29   | 1    | 7    | 0    | –    | –    | 36   | 1    |
| 毕尔巴鄂竞技     | 2023–24  | 西甲     | 33   | 0    | 7    | 0    | –    | –    | 40   | 0    |
| 毕尔巴鄂竞技     | 总计     | 总计     | 86   | 3    | 17   | 0    | 0    | 0    | 103  | 3    |
| 米兰德斯（外借） | 2020–21  | 西乙     | 32   | 2    | 0    | 0    | —    | —    | 32   | 2    |
| 生涯总计         | 生涯总计 | 生涯总计 | 207  | 9    | 17   | 0    | 1    | 0    | 225  | 9    |

1. ↑  此为西班牙足球乙二级联赛附加赛（英语：Segunda División B play-offs）的出场次数

### 国家队
最後更新：2024年7月9日
| 国家队 | 年份 | 出场 | 进球 |
| ------ | ---- | ---- | ---- |
| 西班牙 | 2024 | 4    | 0    |
| 总计   | 总计 | 4    | 0    |

## 荣誉记录
毕尔巴鄂
- 西班牙國王盃冠军：2023–24（英语：2023–24 Copa del Rey）[16]

西班牙
- 欧洲足球锦标赛冠軍：2024[23]